# Santa María (Catamarca)

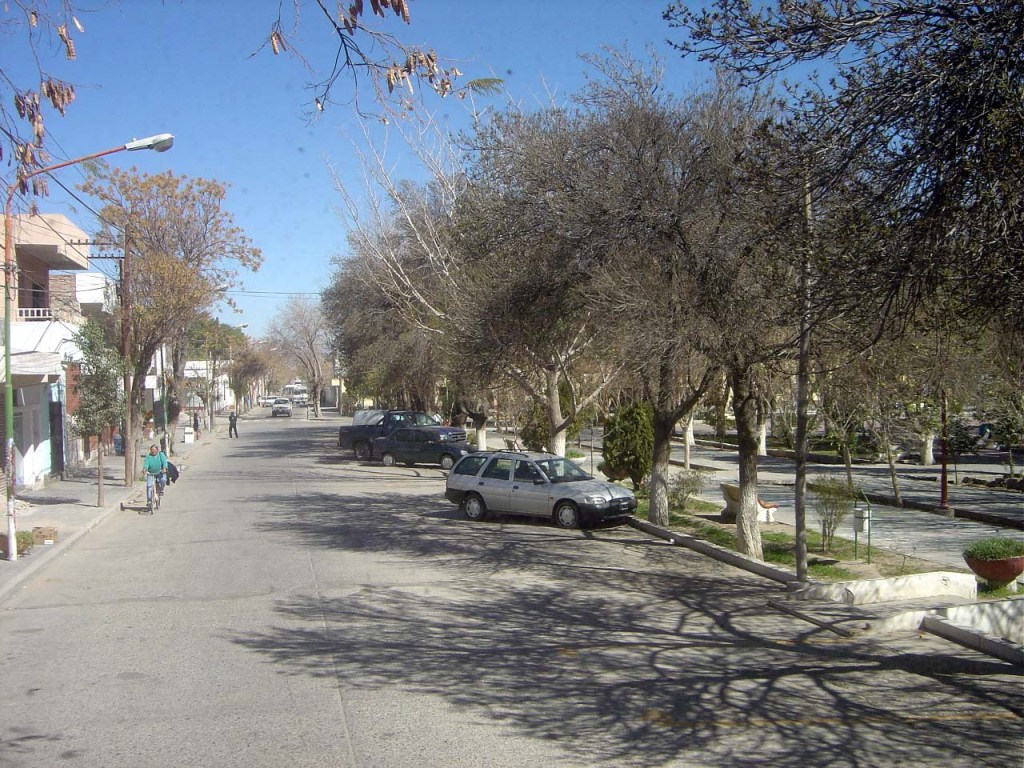
Santa Maria

Santa María – miasto w Argentynie, w prowincji Catamarca, stolica departamentu o tej samej nazwie.
Według spisu z 2001 liczy 16 213 mieszkańców.